# Hurricane (Kanye West e The Weeknd)
Hurricane è un singolo del rapper statunitense Kanye West e del cantautore canadese The Weeknd, pubblicato il 3 settembre 2021 come primo estratto dal decimo album in studio di West Donda.

## Descrizione
Il brano vede la partecipazione del rapper statunitense Lil Baby. Nel testo West suggerisce di aver tradito l'ex-moglie Kim Kardashian. Mikael Woods del Los Angeles Times ha descritto Hurricane come un brano R&B, definendo la strofa di Lil Baby «lugubre».
Nella versione dell'album del brano, le parti vocali di The Weeknd e Lil Baby non sono accreditate.

## Classifiche

### Classifiche settimanali
| Classifica (2021) | Posizione massima |
| ----------------- | ----------------- |
| Australia         | 4                 |
| Canada            | 4                 |
| Danimarca         | 5                 |
| Finlandia         | 13                |
| Germania          | 37                |
| Grecia            | 14                |
| India             | 17                |
| Irlanda           | 7                 |
| Islanda           | 7                 |
| Italia            | 49                |
| Lituania          | 14                |
| Norvegia          | 3                 |
| Nuova Zelanda     | 3                 |
| Paesi Bassi       | 28                |
| Regno Unito       | 7                 |
| Singapore         | 24                |
| Stati Uniti       | 6                 |
| Sudafrica         | 1                 |
| Svezia            | 12                |
| Svizzera          | 9                 |
| Ungheria          | 29                |

### Classifiche di fine anno
| Classifica (2021) | Posizione |
| ----------------- | --------- |
| Islanda           | 78        |